# Stor klipptuss
Stor klipptuss (Cynodontium jenneri) är en bladmossa som beskrevs 1906 av James Stirton och förekommer i Europa och Nordamerika. Arten ingår i släktet klipptussar och familjen Dicranaceae.

## Utbredning
Stor klipptuss förekommer i västra och nordvästra Europa och i Nordamerika. I Norden förekommer den sällsynt i södra Sverige, något mer frekvent i landskapen väster om Vänern, men är vanligare i Norge och då särskilt i kusttrakter. Den är mycket sällsynt i Danmark och på Island, är funnen på Färöarna men kategoriseras som nationellt utdöd i Finland.

## Utseende
Stor klipptuss är en av de mest storvuxna arterna i släktet. Den blir upp till 6 cm hög och växer i ganska glesa, gröna tuvor. Sporkapslarna som växer på tunna upprätta stänglar har en gulaktig ton i toppen. Arten kan vara svår att särkilja från andra klipptussar.

## Ekologi
Stor klipptuss växer i skuggiga lägen, oftast på sura bergarter som granit och gnejs och återfinns i sprickor på förhållandevis torra klippor i halvexponerade lägen. Den förekommer i kustnära områden eller i närheten av sjöar.

## Status och hot
Stor klipptuss är inte vanlig någonstans i sitt utbredningsområde och arten hotas bland annat av försurning, skogsbruk i angränsning till eller i bergbranter, samt stenbrytning. 
Enligt den svenska rödlistan var arten fram till 2015 kategoriserad som nära hotad, men anses numera vara livskraftig i Sverige.